# Кардиналові
Кардиналові (Cardinalidae) — родина горобцеподібних птахів, що включає 14 родів і 37 видів. Птахи цієї родини поширені на території Північної та Південної Америки.

## Опис
Кардиналові — дрібні і середнього розміру птахи, які мають яскраво-червоне, синє або жовте забарвлення. Найменшим представником родини є скригнатка жовтогруда, довжина якої становить 12 см при вазі в 11,5 г.
Кардиналовим притаманний статевий диморфізм. Вони мають схожість з костогризами (Coccothraustes), їх великі, міцні дзьоби пристосовані до харчування насінням. Вони живуть в лісах і чагарникових заростях, гніздяться на деревах.

## Етимологія
Родину названо кардиналовими через червоне оперення деяких представників (подібне до червоного одягу католицьких кардиналів).

## Систематика і класифікація
Кардиналові входять до надродини Emberizoidea, разом з трупіаловими (Icteridae), пісняровими (Parulidae) і саяковими (Thraupidae). Ра результатами молекулярно-філогенетичного дослідження низка видів, яких раніше відносили до кардиналових, були переведені до родини саякових і навпаки.
За класифікацією, утвердженою Міжнародним орнітологічним конгресом, виділяють 14 родів і 37 видів:
- Піранга (Piranga) — 11 видів (раніше поміщалися в родину Саякові (Thraupidae).)
- Габія (Habia) — 5 видів (раніше поміщалися в родину Саякові (Thraupidae).)
- Танагра-широкодзьоб (Chlorothraupis) — 4 види (раніше поміщалися в родину Саякові (Thraupidae).)
- Кардинал-довбоніс (Pheucticus) — 6 видів
- Гранатела (Granatellus) — 3 види (раніше поміщалися в родину Піснярові (Parulidae).)
- Кардинал (Cardinalis) — 3 види
- Товстодзьобий кардинал (Caryothraustes) — 2 види
- Мексиканський кардинал (Rhodothraupis) — 1 вид (рід монотиповий)
- Червоно-чорний кардинал (Periporphyrus) — 1 вид (рід монотиповий)
- Семілеро (Amaurospiza) — 4 види (раніше поміщалися в родину Саякові (Thraupidae).
- Лускун (Spiza) — 1 вид (рід монотиповий)
- Синій лускар (Cyanoloxia) — 4 види
- Лускар (Cyanocompsa) — 1 вид (рід монотиповий)
- Скригнатка (Passerina) — 7 видів

Роди Рябогорлий кардинал (Parkerthraustes) і Зернолуск (Saltator) рініше поміщали до родини кардиналових, однак за результатами молекулярно-філогенетичного дослідження вони були переведені в родину Саякові (Thraupidae).